# Eugenio Zanetti
Eugenio Zanetti (* 19. Oktober 1949 in Córdoba, Argentinien) ist ein argentinischer Regisseur, Autor, Artdirector und Szenenbildner, der unter anderem einen Oscar für das beste Szenenbild, den Excellence in Production Design Award der Art Directors Guild sowie den renommierten argentinischen Thalia-Preis gewann.

## Leben

### Artdirector und Szenenbildner
Er absolvierte eine Ausbildung zum Theater- und Operndesigner und betätigte sich nebenher als Maler. Zanetti begann seinem Tätigkeit als Artdirector und Szenenbildner in der Filmwirtschaft 1974 bei dem Film La Tregua und wirkte bis heute an der szenischen Ausstattung von knapp zwanzig Filmen mit.
Bei der Oscarverleihung 1996 gewann er den Oscar für das beste Szenenbild in dem Filmdrama Restoration – Zeit der Sinnlichkeit (1995) von Michael Hoffman mit Robert Downey Jr., Sam Neill und David Thewlis in den Hauptrollen.
1999 erhielt er darüber hinaus mit Cindy Carr eine Oscar-Nominierung in dieser Kategorie für Hinter dem Horizont (1998) von Vincent Ward mit Robin Williams, Cuba Gooding Jr. und Max von Sydow. Für die szenische Ausstattung dieses Films gewann er 1999 zudem mit Jim Dultz, Tomas Voth und Christian Wintter den Excellence in Production Design Award der Art Directors Guild.
2007 gehörte er zur Jury des San Luis Cine International Festival in San Luis.

### Theater-, Opern- und Musicalregisseur
Zanetti ist darüber hinaus ein international anerkannter Regisseur, der bis in Europa und Südamerika heute mehr als vierzig Bühnenwerke und Opern wie Un ballo in maschera und Nabucco von Giuseppe Verdi, Madama Butterfly und Tosca von Giacomo Puccini sowie andere inszenierte.
Breite Anerkennung gewann er auch als Regisseur von Musicals. Für seine Inszenierungen von They Are Playing Our Song, Chicago und Dracula erhielt er den renommierten Thalia-Preis, das argentinische Pendant zum US-amerikanischen Tony Award. Daneben gewann den Thalia-Preis als Autor für The White Queen sowie den Estrella de Mar von Mar del Plata für die Inszenierungen von Der Kirschgarten von Anton Pawlowitsch Tschechow, Chapter Two von Neil Simon, Company von Stephen Sondheim sowie Peer Gynt von Henrik Ibsen.

## Filmografie (Auswahl)
- 1974: La Tregua
- 1990: Flatliners – Heute ist ein schöner Tag zum Sterben (Flatliners)
- 1993: Last Action Hero
- 1995: Restoration – Zeit der Sinnlichkeit (Restoration)
- 1998: Hinter dem Horizont (What Dreams May Come)
- 1999: Das Geisterschloss (The Haunting)
- 2011: There Be Dragons
- 2014: Amapola – Eine Sommernachtsliebe (Amapola)

## Auszeichnungen
- 1996: Oscar für das beste Szenenbild
- 1999: ADG Excellence in Production Design Award